# Rodolfo de Álzaga

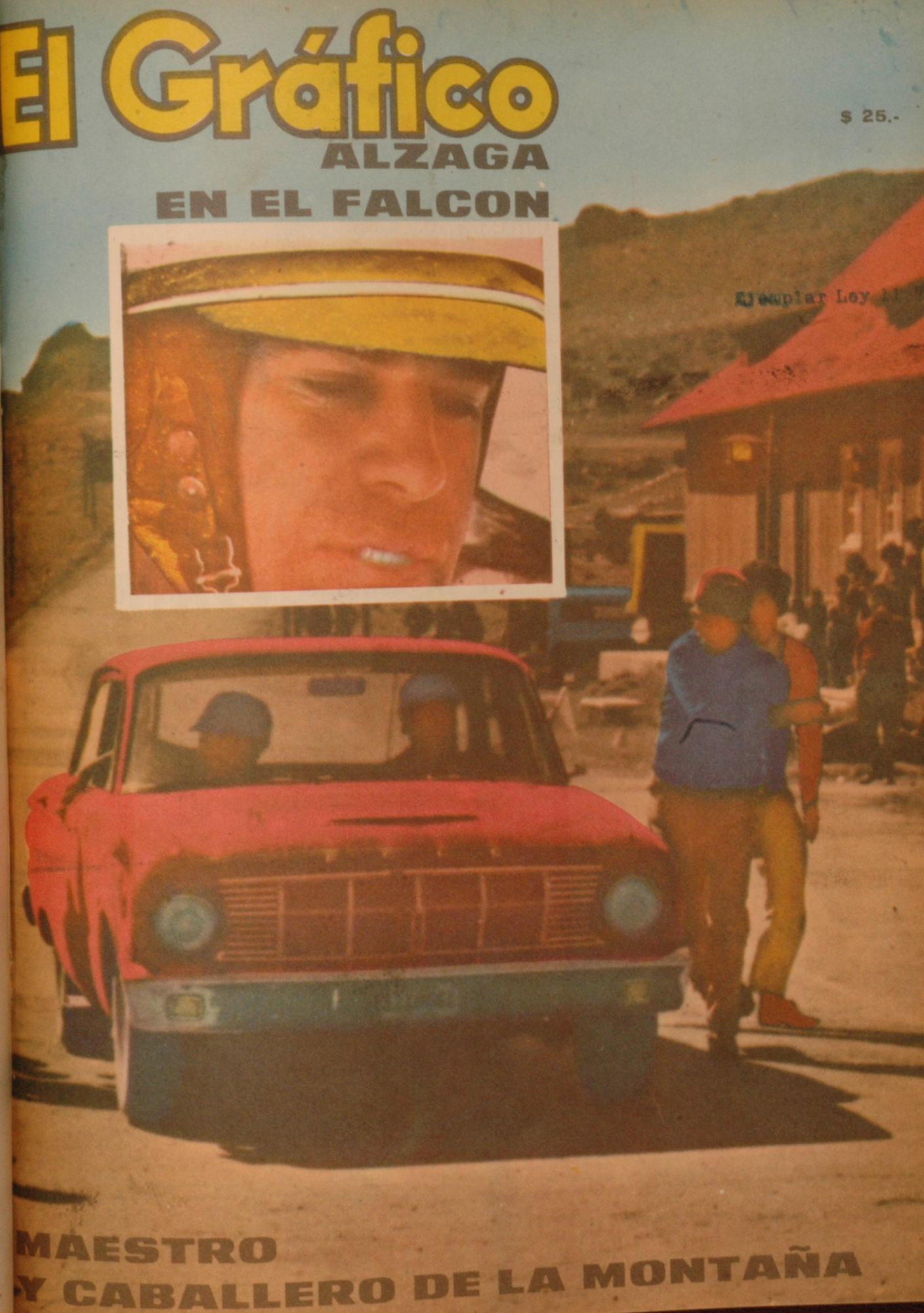
Álzaga a bordo del Ford Falcon, en 1965.

Rodolfo Carlos José de Álzaga Unzué  (n.21 de septiembre de 1930 - † 19 de abril de 1994, Capital Federal) fue un piloto argentino de automovilismo de velocidad. Conocido en el ambiente como Don Rolo, o El Niño Rolo, desarrolló su carrera deportiva casi con exclusividad en el Turismo Carretera, especialidad en la que debutó en el año 1953 y donde se coronaría campeón en 1959. Fue uno de los grandes referentes de la marca Ford en esa época de la categoría, manteniendo grandes luchas con los ases del momento, entre los que figuraban los Hermanos Gálvez (Juan y Oscar) y Dante Emiliozzi entre otros. Su primera victoria la obtuvo el 26 de mayo de 1957 en la denominada "Vuelta de Chacabuco", convirtiéndose de esa forma en el ganador número 52 del historial del Turismo Carretera (Véase el Listado de pilotos ganadores del Turismo Carretera). Falleció el 19 de abril de 1994, víctima de una penosa enfermedad.

## Biografía

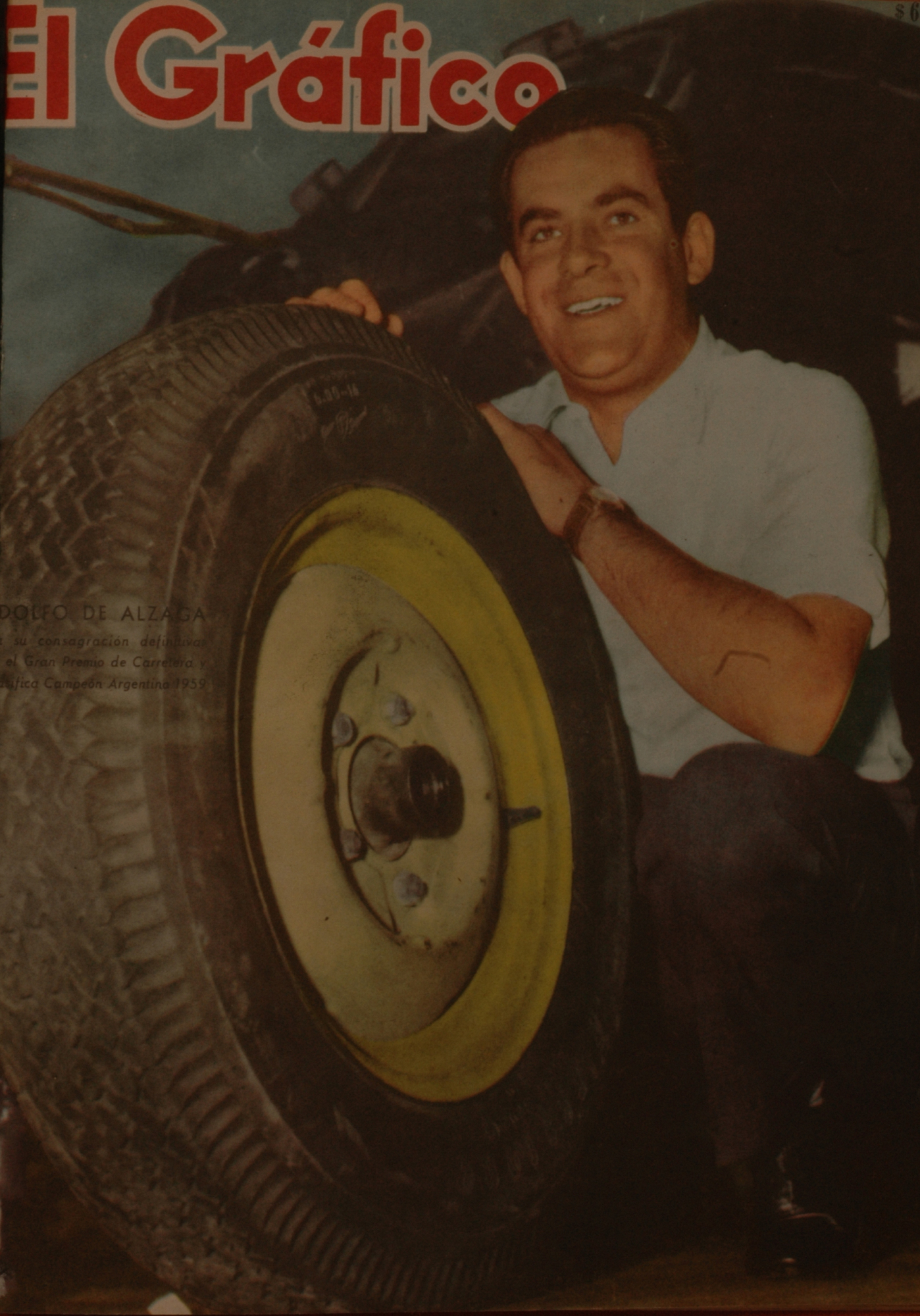
Rodolfo De Álzaga en 1959.

Nacido el 21 de septiembre de 1930, demostró habilidad a temprana edad al comando de un viejo Ford A, propiedad de su familia. Debutó en el TC, al comando de una Coupé Ford V8 '40, en las 500 millas del Río Diamante, en Mendoza, en el año 1953. Su primer triunfo lo consiguió el 26 de mayo de 1957, en la "Vuelta de Chacabuco", siempre al comando de un Ford, convirtiéndose de esa forma en el ganador número 52 del historial del TC. En 1959, se consagró Campeón de Turismo Carretera, en una época donde el dominio de los Hermanos Gálvez parecía inquebrantable. De esta manera, "Don Rolo" entraba en la historia grande del Automovilismo Nacional, metiéndose como cuña entre los Hermanos Gálvez y los Hermanos Emiliozzi. Tuvo el honor de ser el responsable del debut del Ford Falcon en TC.  
Con ese auto realizaría, junto a su copiloto Oscar Landaburu, otra de sus grandes hazañas cuando terminara segundo en la Dos Océanos que ganaron los hermanos Emiliozzi. Un inolvidable cruce de la Cordillera tras perder una hora en la etapa inicial cuando se detuvo a socorrer a Bordeu.
En 1967, luego de más de 10 años defendiendo a la marca del óvalo, pasó a defender los colores de Torino, cuando comenzó a conducir un IKA Torino-Crespi conocido como "El Petiso", con el que ganara el Gran Premio de Rafaela del año 68. En 1972, De Álzaga participó del GP de Turismo Nacional conduciendo un Peugeot 504, navegado por el Doctor Lino de las Heras, su médico y amigo personal. En 1989 participó del Desafío de los Valientes conduciendo un Fiat Duna SCX. Falleció el 19 de abril de 1994.

## Carreras ganadas
- 26/05/1957 Vll VTA. DE CHACABUCO CHACABUCO
- 04/05/1958 ll VTA DE RIO CUARTO 1958-F.B RIO CUARTO
- 29/11/1959 G.P ARGENTINO 1959 BUENOS AIRES-BUENOS AIRES
- 19/11/1961 lV VTA. DE PEHUAJO PEHUAJO
- 28/07/1963 G.P DE LA MONTAÑA V.CARLOS PAZ (FORMULA B)
- 24/04/1966 VILLA CARLOS PAZ VILLA C. PAZ - FORMULA B
- 19/05/1968 AUTODROMO DE RAFAELA RAFAELA (S.FE) - FORMULA B

Total de carreras ganadas: 7

## Títulos
| Título  | Especialidad      | Marca | Año  |
| ------- | ----------------- | ----- | ---- |
| Campeón | Turismo Carretera | Ford  | 1959 |